# Fritz Härtl

Fritz Härtl, vor 1939

Fritz Härtl (* 11. August 1892 in Pilsen; † 1974 in Marburg) war ein deutscher Politiker (NSDAP).

## Leben und Wirken
Nach dem Besuch der Volksschule und der Deutschen Staatsrealschule wurde Härtl an der Deutschen Handelsakademie in Pilsen ausgebildet, die er 1912 absolvierte. Anschließend war er in Mannheim und Köln kaufmännisch tätig. Ab 1914 nahm er als Kriegsfreiwilliger beim k.u.k.-Infanterieregiment 35 am Ersten Weltkrieg teil, in dem er in Serbien eingesetzt wurde, bis er 1915 entlassen wurde. 1916 übernahm er eine Industriestellung in Düsseldorf, um sich anschließend selbständig zu machen. Seit 1930 lebte er in Dessau.
Zum 15. Dezember 1925 trat Härtl in die NSDAP ein (Mitgliedsnummer 25.565). 1933 wurde er Gauschatzmeister in Magdeburg-Anhalt. Am 1. April 1938 erfolgte seine Berufung in die Reichsschatzleitung der NSDAP in München unter Franz Xaver Schwarz. Von 1940 bis 1945 arbeitete er als Revisor in der Gauleitung in Wien.
Vom 29. März 1936 bis zum Ende der NS-Herrschaft im Frühjahr 1945 saß Härtl als Abgeordneter für den Wahlkreis 10 (Magdeburg) im nationalsozialistischen Reichstag.